# Fiodor Zigel
Fiodor Fiodorowicz Zigel ros. Фёдор Фёдорович Зигель (ur. w 1845, zm. w 1921) – historyk prawa ludów słowiańskich, dziekan Wydziału Prawa Cesarskiego Uniwersytetu Warszawskiego w latach 1900-1905 i od 1911, profesor nadzwyczajny od 1877, profesor zwyczajny od 1889.

## Życiorys
Był absolwentem Uniwersytetu Petersburskiego, od 1873 na Cesarskim Uniwersytecie Warszawskim, od 1898 profesor w Katedrze Prawodawstw Słowiańskich. W latach 1886–1898 prowadził wykład w Katedrze Encyklopedii Prawa. 

## Dzieła
- Законник Стефана Душана (1872)
- Исторический очерк местного земского самоуправления в Чехии и Польше (1883)
- История права" ("Юридический Вестник", 1884, № 8 и 10; 1886, № 4-7)
- Общественное значение святого Кирилла и Мефодия (1885)
- Lectures on Slavonic Law being the Ilchester Lectures for the year 1900 (1902)
- История славянских законодательств (1909)
- Сравнительная история права (1910)